# تپه هوار دومان کولان
تپه هوار دومان کولان در شهرستان مریوان، بخش مرکزی، روستای کولان واقع شده و این اثر در تاریخ ۲۳ شهریور ۱۳۸۲ با شمارهٔ ثبت ۱۰۰۹۵ به‌عنوان یکی از آثار ملی ایران به ثبت رسیده است.